# اسفار کاتبان
اسفار کاتبان رمانی است از ابوتراب خسروی که در سال ۱۳۷۹ خورشیدی منتشر شد. ناشران کتاب نشر قصه ، نشر آگه و نشر نیماژ بودند. این کتاب در سال ۱۳۸۰ از طرف پکا به عنوان بهترین رمان سال ۷۹ برگزیده شد و جایزه مهرگان به آن تعلق گرفت.

## خلاصه داستان
داستان از آشنایی اقلیما دانشجوی یهودی و همکلاسی دانشگاهش سعید (که مسلمان است) برای انجام یک تحقیق مشترک آغاز می‌شود. موضوع تحقیق نقش قدیسان در ساخت جوامع است که با نقطه آغاز جداگانه از طرف دو شخصیت داستان دنبال شده و به یک نقطه مشترک می‌رسد. این نقطه، محل اشتراک دو روایت دیگر (علاوه بر روایت دو قدیس) نیز هست؛ داستان زندگی پدر راوی (سعید) در نقش کاتب مجدد یک روایت قدیمی و داستان عشق تازه اقلیما و سعید. این رابطه خشم متعصبین یهودی را برمی‌انگیزد.